# Міхал Бірнер
Міхал Бірнер (чеськ. Michal Birner, нар. 2 березня 1986, Літомержице) — чеський хокеїст, крайній нападник клубу ЧЕ «Білі Тигржи». Гравець збірної команди Чехії.

## Ігрова кар'єра
Хокейну кар'єру розпочав на батьківщині 2003 року виступами за команду «Славія» (Прага). Продовжив кар'єру виступами на юніорському рівні в Канаді, а згодом дебютував в АХЛ у складі «Пеорія Рівермен». 
2004 року був обраний на драфті НХЛ під 116-м загальним номером командою «Сент-Луїс Блюз». 
15 грудня 2007 його обміняли на Енді Мак-Дональда гравця клубу «Анагайм Дакс». Таким чином Міхал опинився в складі команди «Портленд Пайретс» (АХЛ). Сезон 2008/09 він розпочав захищаючи кольори «Айова Чопс», а потім повернувся в Європу, де продовжив виступати за фінські команди, спочатку «Лахті Пеліканс», а згодом за ТПС, де чех відіграв чотири роки.
Відігравши два сезони за команду КХЛ «Лев» (Прага) Бірнер повернувся до Фінляндії, де уклав однорічний контракт з клубом КалПа.
Наступного року повернувся на батьківщину, де один сезон відіграв за «Білі Тигржи» після чого транзитом через клуб КХЛ «Трактор» вирушив до Швейцарії, де упродовж двох років виступав за місцевий «Фрібур-Готтерон».
Наразі ж грає за клуб ЧЕ «Білі Тигржи».

## На рівні збірних
Був гравцем юніорської та молодіжної збірної Чехії, у складі яких брав участь у 13 іграх. На юніорському рівні виграв бронзові медалі чемпіонату світу.
У складі національної збірної Чехії провів наразі 24 матчі.

## Нагороди та досягнення
- Чемпіон Фінляндії в складі ТПС — 2010.
- Чемпіон Чехії в складі «Білі Тигржи» — 2016.

## Статистика

### Клубні виступи
| Сезон          | Клуб               | Ліга           | Регулярний сезон | Регулярний сезон | Регулярний сезон | Регулярний сезон | Регулярний сезон | Плей-оф | Плей-оф | Плей-оф | Плей-оф | Плей-оф |
| Сезон          | Клуб               | Ліга           | І                | Г                | П                | О                | ШХ               | І       | Г       | П       | О       | ШХ      |
| -------------- | ------------------ | -------------- | ---------------- | ---------------- | ---------------- | ---------------- | ---------------- | ------- | ------- | ------- | ------- | ------- |
| 2003–04        | «Славія» (Прага)   | ЧЕ             | 1                | 0                | 0                | 0                | 0                | —       | —       | —       | —       | —       |
| 2004–05        | «Беррі Колтс»      | ОХЛ            | 28               | 4                | 10               | 14               | 12               | —       | —       | —       | —       | —       |
| 2004–05        | «Сегіно Спіріт»    | ОХЛ            | 31               | 7                | 21               | 28               | 29               | —       | —       | —       | —       | —       |
| 2005–06        | «Сегіно Спіріт»    | ОХЛ            | 60               | 31               | 54               | 85               | 91               | 4       | 1       | 3       | 4       | 8       |
| 2006–07        | «Пеорія Рівермен»  | АХЛ            | 66               | 11               | 17               | 28               | 20               | —       | —       | —       | —       | —       |
| 2007–08        | «Пеорія Рівермен»  | АХЛ            | 18               | 2                | 5                | 7                | 4                | —       | —       | —       | —       | —       |
| 2007–08        | «Портленд Пайретс» | АХЛ            | 40               | 7                | 6                | 13               | 14               | 15      | 2       | 1       | 3       | 6       |
| 2008–09        | «Айова Чопс»       | АХЛ            | 2                | 0                | 0                | 0                | 0                | —       | —       | —       | —       | —       |
| 2008–09        | «Лахті Пеліканс»   | СМ-Л           | 6                | 0                | 2                | 2                | 14               | —       | —       | —       | —       | —       |
| 2009–10        | ТПС                | СМ-Л           | 58               | 15               | 30               | 45               | 38               | 15      | 4       | 6       | 10      | 22      |
| 2010–11        | ТПС                | СМ-Л           | 48               | 4                | 13               | 17               | 24               | —       | —       | —       | —       | —       |
| 2011–12        | ТПС                | СМ-Л           | 60               | 11               | 14               | 25               | 36               | 2       | 2       | 0       | 2       | 2       |
| 2012–13        | ТПС                | СМ-Л           | 10               | 4                | 3                | 7                | 10               | —       | —       | —       | —       | —       |
| 2012–13        | «Лев» (Прага)      | КХЛ            | 24               | 1                | 3                | 4                | 8                | 2       | 1       | 2       | 3       | 0       |
| 2013–14        | «Лев» (Прага)      | КХЛ            | 40               | 5                | 5                | 10               | 12               | 13      | 1       | 3       | 4       | 8       |
| 2014–15        | КалПа              | Лійга          | 60               | 15               | 21               | 36               | 32               | 6       | 2       | 1       | 3       | 0       |
| 2015–16        | «Білі Тигржи»      | ЧЕ             | 51               | 13               | 26               | 39               | 69               | 13      | 2       | 9       | 11      | 18      |
| 2016–17        | «Трактор»          | КХЛ            | 12               | 0                | 1                | 1                | 6                | —       | —       | —       | —       | —       |
| 2016–17        | «Фрібур-Готтерон»  | НЛА            | 31               | 9                | 23               | 32               | 8                | —       | —       | —       | —       | —       |
| 2017–18        | «Фрібур-Готтерон»  | НЛА            | 39               | 9                | 20               | 29               | 22               | 5       | 3       | 2       | 5       | 0       |
| 2018–19        | «Фрібур-Готтерон»  | НЛА            | 9                | 0                | 3                | 3                | 4                | —       | —       | —       | —       | —       |
| 2018–19        | «Білі Тигржи»      | ЧЕ             | 32               | 9                | 19               | 28               | 26               | 17      | 7       | 6       | 13      | 8       |
| Усього в Лійга | Усього в Лійга     | Усього в Лійга | 242              | 49               | 83               | 132              | 154              | 23      | 8       | 7       | 15      | 24      |

### Збірна
| Рік                | Команда            | Турнір             | Місце              | І  | Г | П | О  | ШХ |
| ------------------ | ------------------ | ------------------ | ------------------ | -- | - | - | -- | -- |
| 2004               | Чехія              | ЮЧС18              | 3                  | 7  | 3 | 2 | 5  | 8  |
| 2006               | Чехія              | МЧС                | 6-е                | 6  | 0 | 2 | 2  | 4  |
| 2016               | Чехія              | ЧС                 | 5-е                | 8  | 4 | 3 | 7  | 0  |
| 2016               | Чехія              | КС                 | 6-е                | 2  | 0 | 0 | 0  | 0  |
| 2017               | Чехія              | ЧС                 | 7-е                | 8  | 0 | 1 | 1  | 0  |
| 2018               | Чехія              | ОІ                 | 4-е                | 6  | 0 | 3 | 3  | 0  |
| Молодіжна збірна   | Молодіжна збірна   | Молодіжна збірна   | Молодіжна збірна   | 13 | 3 | 4 | 7  | 12 |
| Національна збірна | Національна збірна | Національна збірна | Національна збірна | 24 | 4 | 7 | 11 | 0  |